# Massive Entertainment
Massive Entertainment è un'azienda svedese dedita allo sviluppo di videogiochi con sede nella città di Malmö, fondata nel 1997 da Martin Walfisz.
Dopo aver fatto parte di Vivendi e Activision, dal 2008 è controllata dal gruppo Ubisoft.

## Videogiochi
| Anno | Titolo                       | Piattaforma/e                           |
| ---- | ---------------------------- | --------------------------------------- |
| 2000 | Ground Control               | Windows                                 |
| 2004 | Ground Control 2             | Windows                                 |
| 2007 | World in Conflict            | Windows                                 |
| 2014 | Just Dance Now               | Android, iOS                            |
| 2016 | Tom Clancy's The Division    | Windows, PlayStation 4, Xbox One        |
| 2019 | Tom Clancy's The Division 2  | Windows, PlayStation 4, Xbox One        |
| 2023 | Avatar: Frontiers of Pandora | Windows, PlayStation 5, Xbox Series X/S |
| 2024 | Star Wars Outlaws            | Windows, PlayStation 5, Xbox Series X/S |